# Krimibibliothek Bremen
Die Krimibibliothek Bremen ist eine Präsenzbibliothek der Stadtbibliothek Bremen. Die Kriminalromane ihres Bestands sind ausnahmslos in Deutsch verfasste nach 1965 erschienene Werke.

## Allgemeines
Die Krimibibliothek dokumentiert seit dem Jahr 2000 als erste und bislang einzige ihrer Art in Deutschland die gesamte deutschsprachige Kriminalliteratur seit 1965 sowie Sekundärliteratur und Zeitschriften.
Sie verfügt über mehr als 4000 Titel, darunter handsignierte Roman-Erstausgaben sowie Biografien von Edgar Wallace und Patricia Highsmith, Abhandlungen über Serienmörder und die Geschichte des organisierten Verbrechens. Im Jahr 2009  wurde ihr zudem  die komplette ostdeutsche Krimisammlung aus dem Nachlass des  2006 verstorbenen Krimiautors Wolfgang Mittmann übergeben.
Untergebracht ist die Krimibibliothek in einem Raum im 2. Obergeschoss der Zentralbibliothek in der Bremer Innenstadt. Sie ist eine Präsenzbibliothek, es kann also kein Buch ausgeliehen, sondern nur vor Ort gelesen werden. Hier finden auch Veranstaltungen wie regelmäßige Lesungen und Buchpremieren statt. Durch seine Gestaltung mit holzgetäfelten Wänden, einem roten Sofa, bequemen Sesseln und einer angedeuteten Kaminecke gewinnt  der Raum  eine besondere Atmosphäre.
Mit initiiert hat die Krimibibliothek der Bremer Schriftsteller Jürgen Alberts mit Unterstützung der Vereinigung deutschsprachiger Krimiautoren  „Das Syndikat“ sowie deutscher Krimiverlage.
Im Jahr 2009 wurde die Krimibibliothek Bremen durch die Initiative Deutschland – Land der Ideen  als besonderer Beitrag zur Kulturlandschaft Deutschlands und als „ausgewählter Ort“ im „Land der Ideen“ ausgezeichnet, womit durch die Initiative Einfallsreichtum, schöpferische Leidenschaft und visionäres Denken gewürdigt werden.
Seit 2012 wird in der Krimibibliothek eine multimediale Rauminstallation unter dem Titel “Arsen & Sterben” regelmäßig präsentiert, die als Gemeinschaftsprojekt der Stadtbibliothek Bremen zusammen mit Studierenden der Fakultät Design, Medien und Information der Hochschule für Angewandte Wissenschaften (HAW) Hamburg unter Leitung von Prof. Uta Krauß-Leichert und Timon Gehrhardt (HAW) und Erwin Miedtke (Stadtbibliothek Bremen) konzipiert und umgesetzt wurde.  Das Projekt wurde 2012 mit dem  in Höhe von 3.000 Euro dotierten 1. Karl H. Ditze-Preis 2012 der HAW Hamburg ausgezeichnet. Neben der Eigenständigkeit und Kreativität der Studierenden bei der Entwicklung und Umsetzung des Konzepts war die Jury beeindruckt von den hohen Ansprüchen an das Projektmanagement.
Zwei weitere Krimibibliotheken in Europa gibt es noch in Frankreich und in Schweden.